# Martha Gloria Morales Garza
Martha Gloria Morales Garza (17 de mayo de 1954) es una socióloga mexicana por la Universidad de Monterrey. Es coordinadora en la realización de la primera encuesta sobre cultura política en la Entidad de Querétaro, siendo así, reconocida como una de las pioneras en estudios electorales de dicha entidad. Forma parte del Sistema Nacional de Investigadores desde el 2002.

## Trayectoria
Cuenta con estudios de Doctorado en Ciencias Sociales por parte de la Universidad Autónoma Metropolitana (UAM), Xochimilco, dicho grado le fue otorgado el 6 de noviembre de 2001. Sus estudios de Maestría en Ciencias Políticas los realizó en el Colegio de México. Fue Secretaria Académica de la División de Ciencias Sociales y Humanidades en la Universidad Autónoma Metropolitana, Plantel Xochimilco, durante el periodo de 1982 a 1984. Ejerció el cargo de Directora en la Facultad de Ciencias Políticas y Sociales de la Universidad Autónoma de Querétaro, de junio de 1997 a junio de 2003 y durante el periodo de 2012 a 2015, desempeñó el cargo de Titular de la Secretaria Particular de la rectoría de la misma Universidad.
En 1992, fue coordinadora en la realización de la primera encuesta sobre cultura política en la Entidad de Querétaro, siendo así, reconocida como una de las pioneras en estudios electorales de dicha Entidad. De igual manera, ocupó el cargo de Secretaria General de la Sociedad Mexicana de Estudios Electorales (SOMEE) en el periodo de 2005 a 2007.

## Publicaciones
Martha Gloria cuenta con más de cuarenta y nueve publicaciones. Algunas de estas son: “La nueva generación de políticos queretanos: la influencia de la industrialización en la formación de los actores políticos contemporáneos”,“La participación ciudadana en las nuevas administraciones municipales: análisis de caso de gestiones panistas y priístas de Querétaro, Guanajuato y Aguascalientes” “Querétaro 2003: elecciones y conflictos”, “Cambio Político y Déficit Democrático en México”, entre otras.
- Deserción Universitaria: el Caso de la UPN, 1979.
- La Tendencia Democrática en el Sindicato Electricista, 1980.
- Alternativa de Producción de una Empresa Comunal en Oaxaca, 1980.
- La internacionalización del capital productivo y las organizaciones obreras en México (1920-1940), 1983.
- La crisis en los estados; Querétaro, 1995.
- Una subersión silenciosa; el papel de los municipios en la derrota priísta de Querétaro, 1999.
- Sistemas de Partidos, 1994.
- La Sociología Electoral en México: alcances y perspectivas metodológicas, 1996.
- Las elecciones federales en Querétaro en 2009, 2010.
- Empresas Gacela. Conceptualización y Medición, 2011.
- De reglas blandas, árbitros mansos y malos partidos: las leyes y la autonomía del órgano electoral en Querétaro, 2012.
- Democracia, modernidad y actores sociales en Querétaro, 2014.
- ¿Quién ganó la elección del 2012 en Querétaro?, 2014.
- Las elecciones presidenciales del 2012: escenarios extraños y democracia entredicha, 2015.
- Rebelión de las bases o hegemonía de una élite local? Campañas y elecciones en Querétaro 2015, 2016.